# Daniel Gruf (1682–1755)
Daniel Danielis Gruf, född 1682, död 13 oktober 1755 i Adelövs församling, Jönköpings län, var en svensk präst.

## Biografi
Daniel Gruf föddes 1682. Han var son till kyrkoherden Daniel Gruf och Elisabeth Ristelius i Häradshammars församling. Gruf blev 1706 student vid Uppsala universitet och avlade magisterexamen där 1716. Gruf prästvigdes 1720 och blev pastorsadjunkt i Vadstena församling. År 1721 blev han regementspräst vid Smålands kavalleriregemente och 1723 rektor vid Eksjö trivialskola. Gruf blev 1724 kyrkoherde i Adelövs församling, Adelövs pastorat. Han var opponent vid prästmötet 1726 och blev prost 1752. Gruf avled 13 oktober 1755 i Adelövs församling.

### Familj
Gruf gifte sig med C. Brundelius.